# Hana to mogura
 (octobre 2024).
Si vous disposez d'ouvrages ou d'articles de référence ou si vous connaissez des sites web de qualité traitant du thème abordé ici, merci de compléter l'article en donnant les références utiles à sa vérifiabilité et en les liant à la section « Notes et références ».
Pour plus de détails, voir Fiche technique et Distribution.
Hana to mogura (花ともぐら) est un film d'animation en volume de 15 minutes réalisé par Tadanari Okamoto datant de 1970. L’œuvre est également connue sous le nom de The Flower and the Mole ou The Robot Moles en anglais.
L'année de sa sortie, ce court métrage a remporté le prix Noburō Ōfuji parmi les récompenses Mainichi.

## Synopsis
Hana to mogura est une histoire mêlant fleurs, taupes, mauvais scientifique et petite fille. Cette dernière rencontre une taupe dans son jardin et se demande si celle-ci peut l'aider à faire du jardinage...